# Mary R. Calvert
Mary Ross Calvert (Nashville, Tennessee, 20 de juny de 1884 - íd., 25 de juny de 1974) va ser una calculadora astronòmica i astrofotògrafa estatunidenca. Va començar a treballar en astronomia com a assistent del seu oncle, l'astrònom Edward Emerson Barnard, ja que el camí de les dones en els camps de la ciència estava bloquejat. La seva obra principal es va publicar amb el nom del seu oncle, i es coneix com el Catàleg de Barnard, en el qual figuren unes 350 nebuloses fosques situades entre el braç d'Orió i el braç de Sagitari.

## Primers anys
Filla d'Alice Rosamond (Phillips) i Ebenezer Calvert, que havien emigrat als Estats Units des d'Anglaterra, era la gran de les quatre germanes. La germana gran del seu pare, Rhoda, s'havia casat amb l'astrònom Edward Emerson Barnard, que es va fer famós pels seus descobriments sobre el moviment de l'estrella de Barnard.
El seu pare tenia un estudi de fotografia, Calvert Bros. Photography Studio, que portava juntament amb el seu germà petit.

## Carrera
El 1905 Mary Ross Calvert va començar a treballar a l'Observatori Yerkes, de Wisconsin, com a assistent i calculadora del seu oncle, que també era professor d'astronomia a la Universitat de Chicago i és conegut pel seu descobriment del moviment propi de l'estrella de Barnard. Mary Ross Calvert es va quedar a viure a casa seva mentre treballava per a ell.
El 1923, quan va morir Barnard, ella va esdevenir conservadora de la col·lecció de plaques fotogràfiques i assistent d'alt nivell de l'Observatori Yerkes fins que es va jubilar.

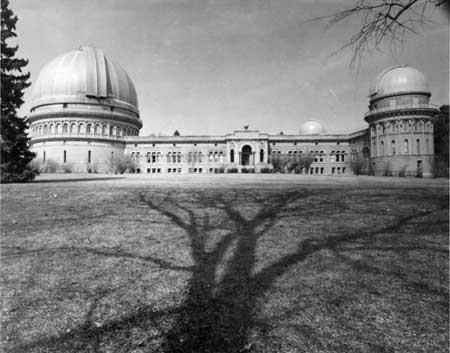
L'Observatori Yerkes

Va fer-se càrrec de completar –juntament amb el director de l'Observatori, l'astrònom Edwin Brant Frost II– el treball començat pel seu oncle, A Photographic Atlas of Selected Regions of the Milky Way. El treball era nominalment seu, tot i que Calvert havia fet la feina preliminar sota la seva supervisió, i va ser ella qui va fer els càlculs necessaris per completar les taules, numerades i esbossades en objectes més foscos, afegint anotacions a les estrelles de referència. Calvert i Frost van decidir que s'havia de publicar en dos volums. L'atles contenia 349 objectes foscos, tot i que edicions posteriors en van incloure 352, afegint-n'hi tres que abans s'havien descartat erròniament.
L'any 1927 només se'n van imprimir 700 exemplars, del Catàleg de Barnard, la qual cosa va convertir l'edició original en una peça de col·leccionista. El Compendi d'Astronomia l'anomena "obra seminal".

## Vida posterior
Després de retirar-se de Yerkes el 1946, no va rebre cap pensió. Va tornar a Nashville, on va treballar a temps parcial a l'estudi fotogràfic familiar, ja a càrrec de la seva germana. Va morir a Nashville el 1974.

## Altres publicacions
Va publicar altres treballs fotogràfics sobre astronomia, entre els quals un recull i estudi fotogràfic titulat Atles of the Northern Milky Way (Atles de la Via Làctia del Nord), basat en les fotografies de Mary Ross Calvert, i signat al 1934 per ella i Frank Elmore Ross.